# Franck Patrick Njambe
Frank Patrick Njambe (Douala, 1987. október 24. –) kameruni labdarúgó-középpályás.